# ناو سندای
ناو سندای (به انگلیسی: Japanese cruiser Sendai) یک کشتی بود که طول آن ۱۵۲٫۴ متر (۵۰۰ فوت ۰ اینچ) بود. این کشتی در سال ۱۹۲۳ ساخته شد.